# Tournoi de clôture du championnat du Salvador de football 2003
Navigation
Saison précédente Saison suivante
Le Tournoi Clausura 2003 est le dixième tournoi saisonnier disputé au Salvador.
C'est cependant la 57e fois que le titre de champion du Salvador est remis en jeu.
Lors de ce tournoi, le Club Deportivo FAS a tenté de conserver son titre de champion du Salvador face aux neuf meilleurs clubs salvadoriens.
Chacun des dix clubs participant était confronté deux fois aux neuf autres équipes. Puis les quatre meilleurs se sont affrontés lors d'une phase finale à la fin du tournoi.
Seulement une place était qualificative pour la Copa Interclubes UNCAF.

## Les 10 clubs participants
| \| CD Águila CD Dragon Alianza FC San Salvador FC CD Arcense CD Atlético Balboa CD Águila CD Dragon Club Deportivo FAS AD Isidro-Metapan CD Municipal Limeño CD Luis Ángel Firpo Alianza FC San Salvador FC \| Localisation des clubs. |
| CD Águila CD Dragon Alianza FC San Salvador FC CD Arcense CD Atlético Balboa CD Águila CD Dragon Club Deportivo FAS AD Isidro-Metapan CD Municipal Limeño CD Luis Ángel Firpo Alianza FC San Salvador FC                               |

| Club                | Stade                        | Capacité          | Ville              |
| CD Águila           | Stade Juan Francisco Barraza | 10 000            | San Miguel         |
| Alianza FC          | Stade Cuscatlán              | 45 925            | San Salvador       |
| CD Arcense          | Stade Wismar                 | Capicité inconnue | Ciudad Arce        |
| CD Atlético Balboa  | Stade Marcelino Imbers       | 4 000             | La Unión           |
| CD Dragon           | Stade Juan Francisco Barraza | 10 000            | San Miguel         |
| Club Deportivo FAS  | Stade Oscar Quiteño          | 15 000            | Santa Ana          |
| AD Isidro-Metapan   | Stade Jorge Calero Suárez    | 8 000             | Metapán            |
| CD Municipal Limeño | Stade Jose Ramon Flores      | 5 000             | Santa Rosa de Lima |
| CD Luis Ángel Firpo | Stade Sergio Torres          | 5 000             | Usulután           |
| San Salvador FC     | Stade Cuscatlán              | 45 925            | San Salvador       |

## Compétition
Le tournoi Clausura se déroule de la même façon que le tournoi saisonnier précédent, en deux phases :
- La phase de qualification : les dix-huit journées de championnat.
- La phase finale : les matchs aller-retour allant des demi-finales à la finale.

### Phase de qualification
Lors de la phase de qualification les dix équipes affrontent à deux reprises les neuf autres équipes selon un calendrier tiré aléatoirement.
Les quatre meilleures équipes sont qualifiées pour les demi-finales.
Le classement est établi sur le barème de points classique (victoire à 3 points, match nul à 1, défaite à 0).
Le départage final se fait selon les critères suivants :
- Le nombre de points.
- La différence de buts générale.
- Le nombre de buts marqué.

#### Classement
| Rang | Équipe                 | Pts | J  | G  | N  | P  | Bp | Bc | Diff |
| ---- | ---------------------- | --- | -- | -- | -- | -- | -- | -- | ---- |
| 1    | Club Deportivo FAS (T) | 44  | 18 | 13 | 5  | 0  | 35 | 12 | +23  |
| 2    | San Salvador FC        | 28  | 18 | 7  | 7  | 4  | 29 | 26 | +3   |
| 3    | Alianza FC             | 28  | 18 | 6  | 10 | 2  | 23 | 20 | +3   |
| 4    | CD Luis Ángel Firpo    | 27  | 18 | 7  | 6  | 5  | 25 | 21 | +4   |
| 5    | AD Isidro-Metapan      | 26  | 18 | 6  | 8  | 4  | 24 | 18 | +6   |
| 6    | CD Municipal Limeño    | 24  | 18 | 6  | 6  | 6  | 34 | 27 | +7   |
| 7    | CD Águila              | 22  | 18 | 6  | 4  | 8  | 28 | 27 | +1   |
| 8    | CD Atlético Balboa     | 18  | 18 | 3  | 9  | 6  | 15 | 28 | -13  |
| 9    | CD Arcense (P)         | 11  | 18 | 1  | 8  | 9  | 10 | 19 | -9   |
| 10   | CD Dragon              | 8   | 18 | 1  | 5  | 12 | 18 | 43 | -25  |

| Légende : Qualifications et relégations | Légende : Qualifications et relégations                  |
| --------------------------------------- | -------------------------------------------------------- |
|                                         | Qualifié pour les demi-finales                           |
|                                         | (T) : Tenant du titre (P) : Promu de la saison 2001-2002 |

#### Matchs
| Résultats (▼dom., ►ext.)                                   | Agu | Ali | Arc | Bal | Dra | FAS | Lui | Isi | Lim | San |
| CD Águila                                                  |     | 0-1 | 2-1 | 2-2 | 2-0 | 1-2 | 1-1 | 2-1 | 0-1 | 1-1 |
| Alianza FC                                                 | 2-1 |     | 0-0 | 1-1 | 1-1 | 1-1 | 0-1 | 2-0 | 2-1 | 1-1 |
| CD Arcense                                                 | 0-1 | 3-4 |     | 0-0 | 1-3 | 0-1 | 0-1 | 0-0 | 2-0 | 0-0 |
| CD Atlético Balboa                                         | 1-3 | 1-1 | 0-0 |     | 2-1 | 1-1 | 2-2 | 1-1 | 0-2 | 1-1 |
| CD Dragon                                                  | 0-7 | 2-2 | 1-1 | 1-2 |     | 0-1 | 3-3 | 1-2 | 1-1 | 0-1 |
| Club Deportivo FAS                                         | 3-0 | 3-0 | 2-0 | 1-0 | 2-1 |     | 2-0 | 0-0 | 2-2 | 3-1 |
| CD Luis Ángel Firpo                                        | 3-0 | 1-1 | 1-1 | 1-0 | 1-0 | 1-4 |     | 0-1 | 2-1 | 4-0 |
| AD Isidro-Metapan                                          | 3-1 | 0-0 | 2-1 | 0-1 | 4-0 | 2-3 | 2-2 |     | 2-0 | 1-1 |
| CD Municipal Limeño                                        | 1-1 | 1-1 | 0-0 | 6-0 | 8-3 | 0-2 | 2-1 | 2-2 |     | 3-1 |
| San Salvador FC                                            | 4-3 | 2-3 | 1-0 | 4-0 | 2-0 | 2-2 | 1-0 | 1-1 | 5-3 |     |
| - Victoire à domicile - Match nul - Victoire à l'extérieur |     |     |     |     |     |     |     |     |     |     |

### Classement cumulatif
| Rang | Équipe                 | Pts | J  | G  | N  | P  | Bp | Bc | Diff |
| ---- | ---------------------- | --- | -- | -- | -- | -- | -- | -- | ---- |
| 1    | Club Deportivo FAS (C) | 79  | 36 | 23 | 10 | 3  | 59 | 32 | +27  |
| 2    | San Salvador FC (C)    | 56  | 36 | 14 | 14 | 8  | 57 | 47 | +10  |
| 3    | CD Municipal Limeño    | 55  | 36 | 15 | 10 | 11 | 67 | 46 | +21  |
| 4    | CD Luis Ángel Firpo    | 54  | 36 | 14 | 12 | 10 | 48 | 45 | +3   |
| 5    | CD Águila              | 49  | 36 | 12 | 13 | 11 | 54 | 47 | +7   |
| 6    | AD Isidro-Metapan      | 47  | 36 | 11 | 14 | 11 | 46 | 42 | +4   |
| 7    | Alianza FC             | 44  | 36 | 9  | 17 | 10 | 40 | 42 | -2   |
| 8    | CD Atlético Balboa     | 35  | 36 | 7  | 14 | 15 | 36 | 59 | -23  |
| 9    | CD Arcense (P)         | 32  | 36 | 6  | 14 | 16 | 25 | 36 | -11  |
| 10   | CD Dragon              | 24  | 36 | 4  | 12 | 20 | 38 | 74 | -36  |

| Légende : Qualifications et relégations | Légende : Qualifications et relégations                                              |
| --------------------------------------- | ------------------------------------------------------------------------------------ |
|                                         | Copa Interclubes UNCAF 2003 (en) (Phase de groupes)                                  |
|                                         | Relégué en Segunda División                                                          |
|                                         | (C) : Vainqueur d'un des deux tournois de l'année (P) : Promu de la saison 2001-2002 |

### La phase finale
Les quatre équipes qualifiées sont réparties dans le tableau final d'après leur classement général.
En cas d'égalité sur la somme des deux matchs ou lors de la finale, des prolongations puis une séance de tirs au but ont lieu. 

#### Tableau
|  | 1/2 finale          | 1/2 finale          | 1/2 finale      | 1/2 finale | 1/2 finale | 1/2 finale |                     |                     | Finale | Finale | Finale | Finale | Finale |  |
|  |                     |                     |                 |            |            |            |                     |                     |        |        |        |        |        |  |
|  |                     |                     |                 |            |            |            |                     |                     |        |        |        |        |        |  |
|  |                     |                     |                 |            |            |            |                     |                     |        |        |        |        |        |  |
|  | Club Deportivo FAS  | Club Deportivo FAS  | (1)             | 1          | 2          | 0(3)       |                     |                     |        |        |        |        |        |  |
|  | Club Deportivo FAS  | Club Deportivo FAS  | (1)             | 1          | 2          | 0(3)       |                     |                     |        |        |        |        |        |  |
|  | CD Luis Ángel Firpo | CD Luis Ángel Firpo | (4)             | 2          | 1          | 0(4)       |                     |                     |        |        |        |        |        |  |
|  | CD Luis Ángel Firpo | CD Luis Ángel Firpo | (4)             | 2          | 1          | 0(4)       | CD Luis Ángel Firpo | CD Luis Ángel Firpo | (4)    | 1      | 0      |        |        |  |
|  |                     |                     |                 |            |            |            | CD Luis Ángel Firpo | CD Luis Ángel Firpo | (4)    | 1      | 0      |        |        |  |
|  |                     | San Salvador FC     | San Salvador FC | (2)        | 1          | 2          |                     |                     |        |        |        |        |        |  |
|  | San Salvador FC     | San Salvador FC     | San Salvador FC | (2)        | 1          | 2          | (2)                 | 2                   | 2      |        |        |        |        |  |
|  | San Salvador FC     | San Salvador FC     |                 |            |            |            | (2)                 | 2                   | 2      |        |        |        |        |  |
|  | Alianza FC          | Alianza FC          | (3)             | 2          | 1          |            |                     |                     |        |        |        |        |        |  |
|  | Alianza FC          | Alianza FC          | (3)             | 2          | 1          |            |                     |                     |        |        |        |        |        |  |

#### Demi-finales
| Club               | Aller | Retour | Club                | Commentaire       |
| Club Deportivo FAS | 1-2   | 2-1    | CD Luis Ángel Firpo | Tirs au but : 3-4 |
| San Salvador FC    | 2-2   | 2-1    | Alianza FC          |                   |

#### Finale
| 15 juin 2003 | CD Luis Ángel Firpo | 1:3 (a.p.) | San Salvador FC                                                      | Stade inconnu |  |
|              | Santos Cabrera 48e  | (0:0)      | Guillermo García 70e · Victor Merino Dubón 113e · José Martínez 116e |               |  |

## Bilan du tournoi
| Tableau d'Honneur     |                 |
| Compétition           | Vainqueur       |
| Tournoi Clausura 2003 | San Salvador FC |

| Qualifications continentales 2003-2004 |                 |
| Copa Interclubes UNCAF                 | Qualifiés       |
| Phase de groupes (en)                  | San Salvador FC |

| Promotions et relégations   |                 |
| Relégué en Segunda División | CD Dragon       |
| Promu de Segunda División   | CD Chalatenango |